# McLeod Ganj
Pour les articles homonymes, voir McLeod.
McLeod Ganj (également orthographié Mcleodganj ou Mcleodganj) est un quartier de Dharamsala dans le district de Kangra (État de Himachal Pradesh en Inde). Il se trouve à une altitude moyenne de 2 082 mètres.
Situé sur les Dhauladhar, dont le plus haut sommet, « Hanuman Ka Tibba » (environ 5 639 mètres) se trouve non loin, il est connu comme étant le « petit Lhassa » en raison de la résidence du 14e dalaï-lama, du gouvernement tibétain en exil et de sa grande population de Tibétains.

## Population
Le village comptait 3 269 habitants en 2015, dont 1 861 hommes et 1 408 femmes.